# Hagiwara Hiromichi
Hagiwara Hiromichi (jap. 萩原 広道, wirklicher Name: Fujiwara Keizō (藤原鹿蔵); * 29. März 1815 in der Provinz Bizen (heute: Okayama); † 11. Januar 1863) war ein japanischer Dichter, Schriftsteller, Übersetzer und Vertreter des Kokugaku in der späten Edo-Zeit. Er ist bekannt für seine Bewertung und seinen Kommentar zum Genji Monogatari.

## Leben
Hiromichis Vater, Fujiwara Eizaburō, war ein Gefolgsmann des Daimyō in der Provinz Bizen. Hiromichi, der als Fujiwara Keizō geboren wurde, nahm den Namen „Hiromichi Hagiwara“ 1845 an, als er seinen Status als Samurai aufgab und nach Ōsaka ging, um Gelehrter und Dichter zu werden.
Bereits in seiner Kindheit ist Hiromichi vom Ogura Hyakunin Isshu fasziniert. Diese Faszination ist auch zeitlebens die Grundlage für seine Beschäftigung mit Dichtung und Literaturkritik geblieben. Im Alter von 13 Jahren wurde Hiraga Motoyoshi (1800–1865) Hiromichis Mentor. Mit seinem Mentor besprach und korrigierte er selbstgeschriebene Waka und von ihm wurde er auch an die „nationale Schule“ (Kokugaku) herangeführt.
Von der Lebensmitte an litt Horimichi an Paralyse, die seine Produktivität einschränkte. Er starb 1863 in Ōsaka. Mori Ogai beschrieb in der Literaturzeitschrift Shigarami zōshi einen Besuch am Grab Horimichis.

## Werke (Auswahl)
- 1863 Ashi no ha wake (葦の葉わけ)
- 1854–61 Genji monogatari hyōshaku (源氏物語評釈)
  - Patrick W. Caddeau: Hagiwara Hiromichi's "Genji monogatari hyoshaku": Criticism and commentary on „The Tale of Genji“. Yale University, 1998 ISBN 0-599-87763-4 (englische Übersetzung)
- 1846 Honkyō tei (本教提綱)
- 1848 Kogen yakkai (古語訳解)
- 1840 San’yōdō meisho (三陽道名所)
- 1845 Seijū on’yakujiron
- 1844 Tamazasa
- 1846 Te–ni–o–ha keijiben (て•に•を•は係辞辨)